# Свети Јаков Зеведејев
Свети апостол Јаков хришћански светитељ, један од дванаесторице апостола које је изабрао сам Исус Христ. Био је син Зеведејев и брат Јована Богослова.
Јаков је рођен у Бетсаиди на Генезаретском језеру. На позив Исуса Христа оставио је рибарски занат и свога оца, па заједно са братом Јованом пошао за Христом. У Јеванђељу по Матеју пише: „Идући одатле даље, Исус опази другу двојицу браће, Јакова Зеведејева и брата му Јована, у лађици, с оцем, гђе крпе мреже. Позва их. Они одмах оставе лађицу и свог оца те пођу за њим“. У Јеванђељу се спомиње да се налазио међу тројицом апостола, којима је Исус Христос откривао највеће тајне, пред којима се преобразио на гори Тавору и пред којима је туговао пред Своје страдање у Гетсиманском врту.
Такође у хришћанској традицији се помиње да је после пријема Духа Светога проповедао Јеванђеље по разним странама, и ишао је до Шпаније. По повратку из Шпаније стану се Јевреји с њим препирати о Светом писму, па не могући му никако одолети најмили су некога мађионичара Хермогена. Међутим и Хермоген, и Филип, ученик Хермогенов су се крстили када су чули Јаковову проповед. Тада су га Јевреји оптужили Ироду и наговорили некога Јосију да оклевета апостола. Овај Јосија се видећи муженствено држање Јаковљево и чувши његову јасну проповед о Истини, покајао се и поверовао у Христа. Међутим када је Јаков осуђен на смрт, тада је и овај Јосија такође осуђен на смрт. Ходећи на губилиште Јосија је молио Јакова да му опрости грех клевете. А Јаков га је загрлио и рекао му: „мир теби и опроштај!" обојица су посечени мачем 45. године у Јерусалиму. Тело његово је однето у Шпанију, где се према сведочењима верника на његовом гробу и до данас догађају чудесна исцељења.
У јеванђељу по Марку заузима друго место одмах после Светог Петра, а у јеванђељу по Матеју заузима треће место након Светог Петра и Светог Андреја. На трећем месту по важности је у јеванђељу по Луки, што говори о његовој важности међу апостолима. 
Српска православна црква слави га 30. априла по црквеном, а 13. маја по грегоријанском календару.